# Quang Trọng
Quang Trọng là một xã thuộc huyện Thạch An, tỉnh Cao Bằng, Việt Nam.

## Địa lý
Xã Quang Trọng nằm ở phía tây nam huyện Thạch An, có vị trí địa lý:
- Phía đông giáp tỉnh Lạng Sơn
- Phía tây và phía nam giáp tỉnh Bắc Kạn
- Phía bắc giáp xã Minh Khai.

Xã Quang Trọng có diện tích 85,55 km², dân số năm 2019 là 1.927 người, mật độ dân số đạt 23 người/km².
Trên địa bàn xã có một số ngọn núi như Bản Pò, Cổng Trời, Lũng Phải, khau Bon, khau Mu, Nặm Dạng, khau Pú Sí, Sam Coóc, Sam Lái. Các dòng suối chảy trên địa bàn bao gồm suối Nà Dàn, suối Tà Chiếm, suối Tà De, khuổi Thôm.

## Lịch sử
Sau năm 1975, Quang Trọng là một xã thuộc huyện Thạch An.
Đến năm 2019, xã Quang Trọng được chia thành 13 xóm: Khuổi Chót, Nà Pùng, Khuổi Kiềng, Lũng Phải, Nà Bản, Nà Cành, Nà Cọn, Nà Mu, Nặm Dạng, Pò Bẩu, Pò Làng, Nà Dàn, Nà Phạc.
Ngày 9 tháng 9 năm 2019, Hội đồng Nhân dân tỉnh Cao Bằng ban hành Nghị quyết số 27/NQ-HĐND về việc:
- Sáp nhập hai xóm Nà Bản, Khuổi Chót và một phần xóm Nà Cành thành xóm Đức Hạnh
- Sáp nhập hai xóm Khuổi Kiềng, Pò Làng và phần còn lại của xóm Nà Cành thành xóm Hòa Thuận
- Sáp nhập xóm Nà Pùng và một phần của hai xóm Lũng Phải, Nà Dàn thành xóm Tân Lập
- Sáp nhập xóm Nà Phạc và phần còn lại của hai xóm Lũng Phải, Nà Dàn thành xóm Tân Hòa.

## Hành chính
Xã Quang Trọng được chia thành 8 xóm: Đức Hạnh, Hòa Thuận, Nà Cọn, Nà Mu, Nặm Dạng, Pò Bẩu, Tân Hòa, Tân Lập.